# Personne ne m'aime
À ne pas confondre avec le téléfilm Mersonne ne m'aime
Pour plus de détails, voir Fiche technique et Distribution.
Personne ne m'aime est un film français réalisé par Marion Vernoux, sorti en 1994.

## Synopsis
Une nuit, à la suite d'une dispute avec son amant, Annie, la cinquantaine, se retrouve à la rue. Elle débarque chez sa sœur, Françoise, mariée et mère de famille, qui est persuadée d'avoir retrouvé une seconde jeunesse depuis le départ de ses enfants. Mais Annie soupçonne le mari de celle-ci, Paul, de lui être infidèle. Elle persuade bientôt Françoise de se rendre en van à Cambrai, où Paul assiste théoriquement à un congrès, pour en avoir le cœur net. Au cours de leur road trip, elles entraînent dans leur périple Cricri, une gérante d'hôtel, et Dizou, une adorable femme de chambre.

## Fiche technique
- Titre original : Personne ne m'aime
- Titre international : Nobody Loves Me
- Réalisatrice : Marion Vernoux assistée de Serge Boutleroff
- Scénario et dialogues : Marion Vernoux avec Nicolas Errera
- Cinématographie : Éric Gautier
- Montage : Patricia Ardouin
- Son : Jean-Louis Garnier et François Musy
- Décors : Michel Vandestien
- Costumes : Marie Vernoux
- Musique : Arno
- Producteur : Didier Haudepin
- Sociétés de productions : Bloody Mary Productions avec France 2 Cinéma, Cinémafacture et la Télévision suisse romande
- Pays d'origine : France
- Genre : comédie dramatique
- Image : Couleur – format 1.66:1 – Dolby stéréo
- Durée : 93 minutes
- Sorties :
  - 9 mars 1994 (France)
  - 13 mars 1994 (Festival international du film de Toronto, Canada)

## Distribution
- Bernadette Lafont : Annie
- Bulle Ogier : Françoise
- Lio : Marie
- Michèle Laroque : Marie-Christine « Cricri »
- Maaïke Jansen : Dizou
- Jean-Pierre Léaud : Lucien
- Judith Vittet : Lili
- André Marcon : Jacques Meyer
- Antoine Chappey : Pierre
- Anne Gautier : Patricia
- Boris Bergman : L'homme du bar
- Yann Collette : Jean-Yves
- Jean-Claude Leguay : le vigile
- Claude Muret : Paul
- Isabelle Petit-Jacques : Lucie
- Frédéric Quiring : Didier
- Paul Minthe : Michel
- Diane Pierens : Agnès
- Serge Abatucci : le chauffeur de taxi

## Production

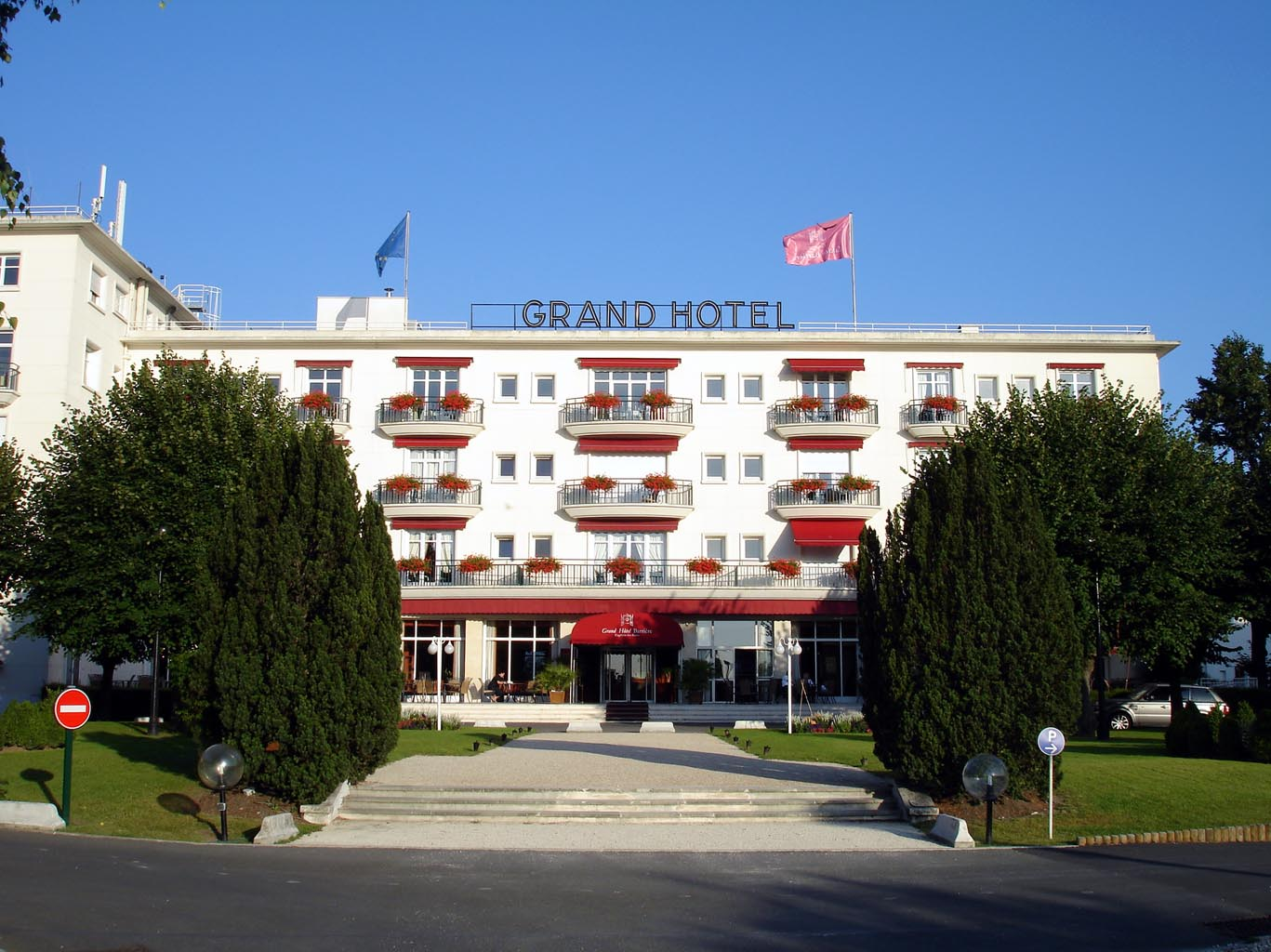
Le Grand Hôtel d'Enghien-les-Bains où se conclut le film.

Le film – un road movie sous la forme d'un récit constitué d'analepses et de prolepses, utilisant fréquemment les techniques du jump cut et de franchissement du quatrième mur – est tourné en 1993 à Paris à Montrouge, au Grand Hôtel à Enghien-les-Bains et sur les bords de la mer du Nord au Portel et à Boulogne-sur-Mer.
La musique reprend les titres de l'album Idiots savants (1993) d'Arno ainsi que la chanson On ne voit pas le temps passer de Jean Ferrat.

## Réception critique
Télérama considère cette première œuvre de la réalisatrice de « film de filles pour filles, [tel un] tableau impressionniste et anarchique des maux de coeur du sexe faible, de 20 ans à la ménopause » le qualifiant globalement de « tonique et déjanté ».